# Servidor autogestionat
Un servidor autogestionat és un servidor que es gestiona assembleàriament, a diferència dels servidors comercials que ofereixen múltiples serveis.
Habitualment donen suport als moviments socials usant i promocionant el programari lliure, la privacitat…